# Limoncito
Limoncito ist eine Landstadt im Departamento Santa Cruz im Tiefland des südamerikanischen Anden-Staates Bolivien.

## Lage im Nahraum
Limoncito ist zentraler Ort des Kanton Limoncito im Municipio El Torno in der Provinz Andrés Ibáñez. Die Stadt liegt auf einer Höhe von 551 m am rechten Ufer des Río Piraí zwischen den Städten El Torno und La Angostura.

## Geographie
Limoncito liegt im tropischen Savannenklima am Ostrand der Anden-Gebirgskette der Cordillera Oriental. Die Region war vor der Kolonisierung von tropischem Trockenwald bedeckt, ist heute aber größtenteils Kulturland.
Die mittlere Durchschnittstemperatur der Region liegt bei 24 °C, der Jahresniederschlag beträgt 950 mm (siehe Klimadiagramm La Angostura). Die Monatsdurchschnittstemperaturen schwanken zwischen 20 °C im Juli und 26 °C im Dezember und Januar, die Monatsniederschläge sind von November bis März ergiebig und liegen über 100 mm, das Klima von Juni bis September ist arid mit Niederschlägen unter 40 mm.

## Verkehrsnetz
Limoncito liegt in einer Entfernung von 37 Straßenkilometern südwestlich von Santa Cruz, der Hauptstadt des Departamentos.
Vom Zentrum von Santa Cruz aus führt die asphaltierte Nationalstraße Ruta 7 als vierspurige „Avenida Grigotá“ in südwestlicher Richtung über die Städte El Carmen, La Guardia und El Torno nach Limoncito, und weiter über La Angostura, Samaipata und Comarapa nach Cochabamba.

## Bevölkerung
Die Einwohnerzahl der Ortschaft ist in den vergangenen beiden Jahrzehnten auf fast das Dreifache angestiegen:
| Jahr | Einwohner | Quelle       |
| ---- | --------- | ------------ |
| 1992 | 1184      | Volkszählung |
| 2001 | 2164      | Volkszählung |
| 2012 | 2943      | Volkszählung |
| 2024 |           | Volkszählung |

Aufgrund der Zuwanderung vom Altiplano in der 2. Hälfte des 20. Jahrhunderts weist die Region einen deutlichen Anteil an Quechua-Bevölkerung auf, im Municipio El Torno sprechen 27,7 Prozent der Bevölkerung Quechua.